# Ансельм, Тобиас
Тобиас Ансельм (нем. Tobias Anselm; род. 24 февраля 2000) — австрийский футболист, нападающий клуба ЛАСК.

## Клубная карьера

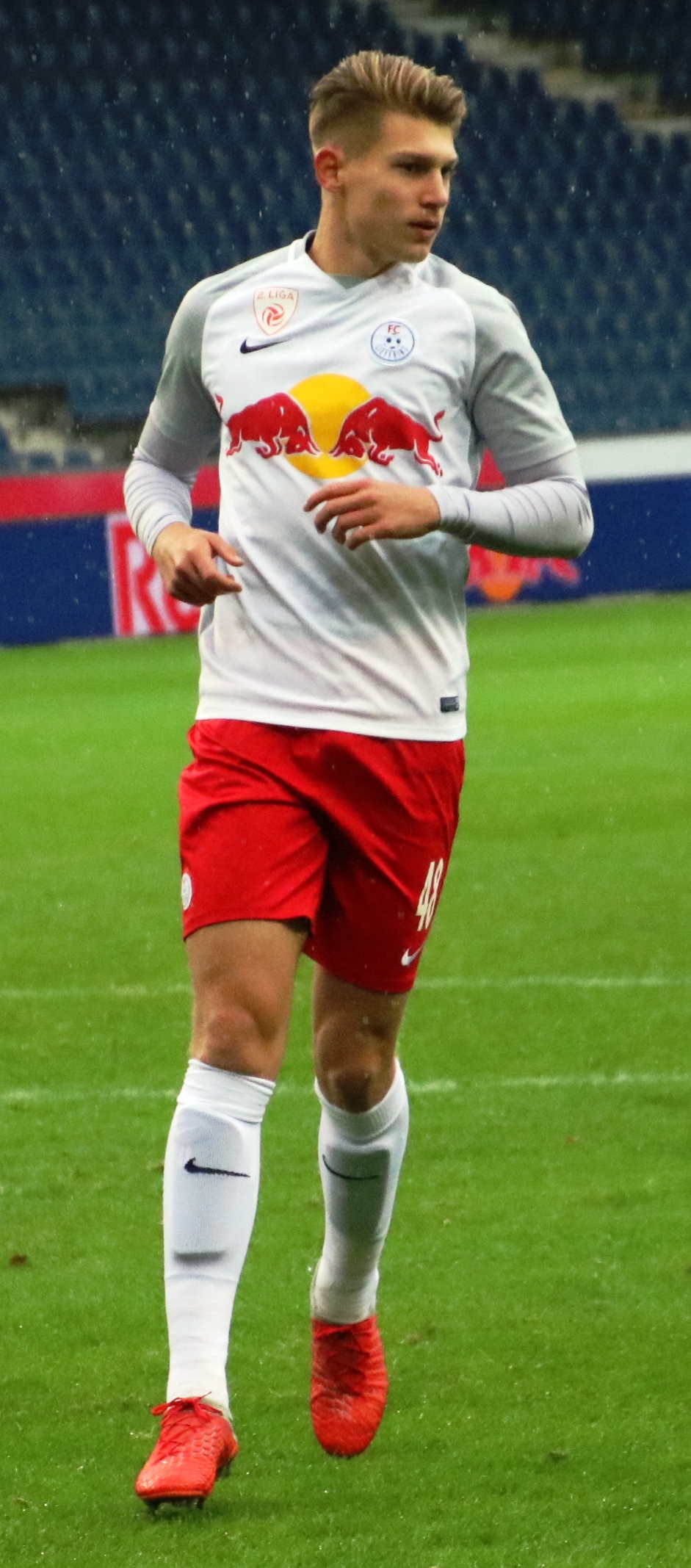
Ансельм в составе «Лиферинга»

Ансельм — воспитанник клубов «Кирхбирхль», «Куфштайн» и «Ред Булл Зальцбург». 22 сентября 2017 года в матче против «Блау-Вайсса» он дебютировал во Второй Бундеслиге Австрии за дублирующий состав последних. Летом 2020 года Ансельм перешёл в ЛАСК, но сразу же был отдан в аренду в «Тироль». 19 сентября в матче против ЛАСКа он дебютировал в австрийской Бундеслиге. 22 ноября в поединке против «Адмира Ваккер Мёдлинг» Тобиас забил свой первый гол за «Тироль». По окончании аренды Ансельм вернулся в ЛАСК.